# Orchesia ocularis
Orchesia ocularis es una especie de coleóptero de la familia Tetratomidae.

## Distribución geográfica
Habita en Japón.